# Western blot

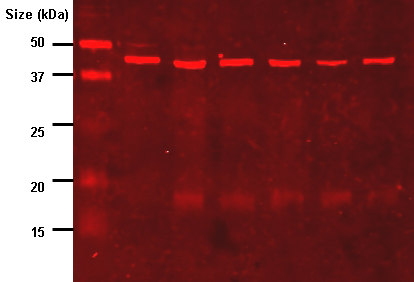
Výsledek imunoblotu (western blotu) z extraktu prvoka rodu Leishmania; zvýrazněno barvivem citlivým na infračervené světlo. Vlevo je označení molekulové hmotnosti hledaných proteinů v kilodaltonech

Western blot (v české literatuře též označovaný jako imunoblot) je analytická technika používaná k detekci specifického proteinu ve směsi s dalšími proteiny, například ve vzorku homogenátu tkáně či jiného biologického vzorku. Využívá gelovou elektroforézu k separaci proteinů podle jejich velikosti (denaturující SDS-PAGE), popř. podle jejich celkové trojrozměrné struktury (nativní elektroforéza). Následně jsou proteiny přeneseny („přeblotovány“) z gelu na povrch membrány, na jejímž povrchu jsou detekovány specifickými protilátkami.
Touto metodou se v praxi diagnostikuje řada infekčních onemocnění člověka a zvířat. Oproti běžným sérologickým metodám, jako je ELISA, je Western Blot časově náročnější a dražší, zato přesnější (větší specifičnost).
Metoda dostala jméno „Western blot“ jako slovní hříčka a narážka na podobnou metodu, Southern blot, používanou k detekci DNA a vyvinutou dříve Edwinem Southernem.

## Metodika Western blotu

### SDS-PAGE
První část se skládá z klasické SDS-PAGE elektroforézy – antigen je nanesen do polyakrylamidového gelu a separován v elektrickém poli podle své molekulové hmotnosti. Jednotlivé proteiny vytvářejí v gelu tzv. zóny (v laboratorním slangu zvané bandy; z angl. „band“, proužek).

### Přenos

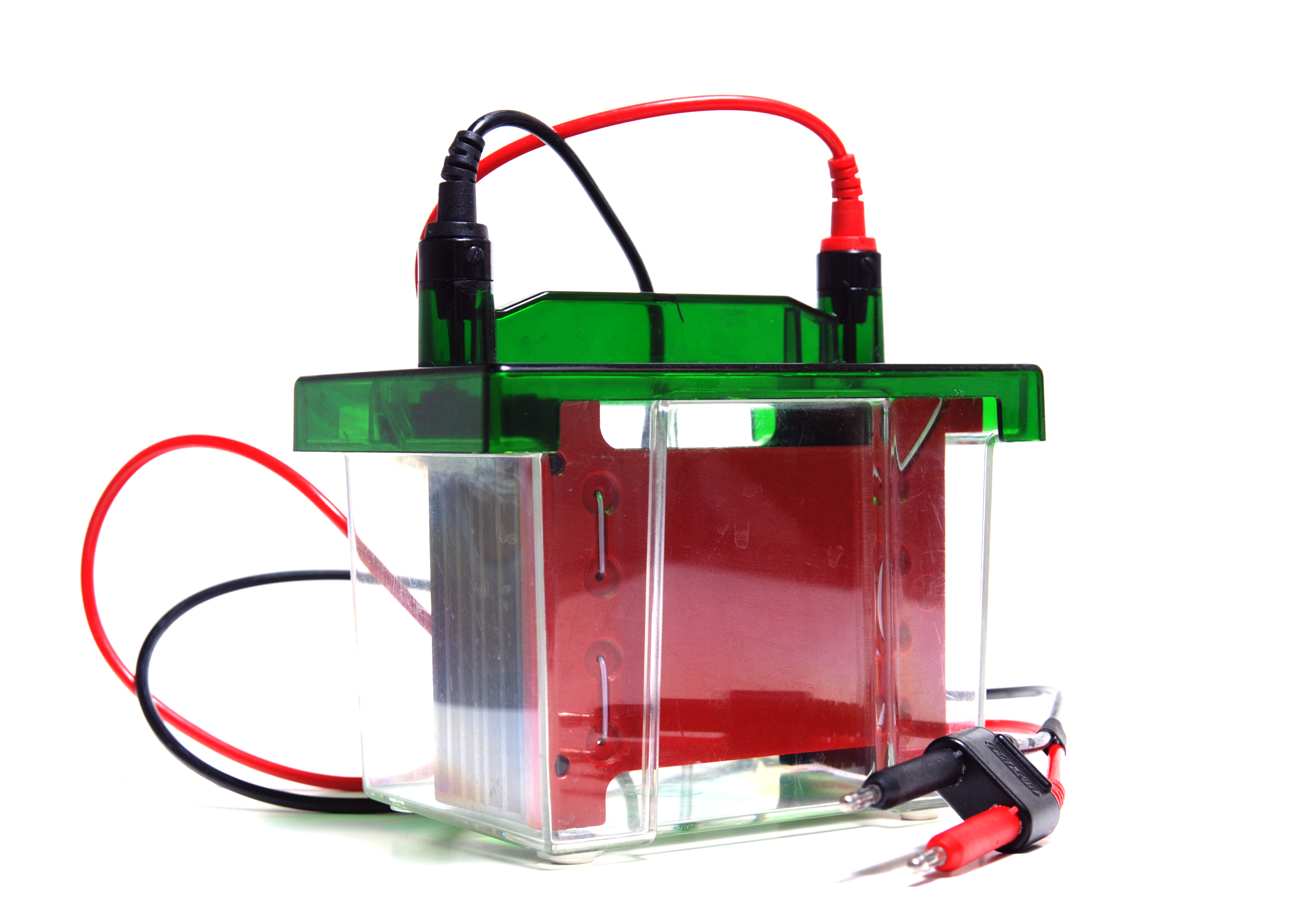
Zařízení určené k „mokrému“ přenosu při western blotu

Gel z elektroforézy se přiloží na polyvinylidenfluoridovou (PVDF) či nitrocelulosovou membránu a pomocí blotovacího zařízení dojde působením elektrického proudu k přenosu proteinů z gelu na povrch membrány. Na membráně vznikne jakoby „kopie“ proteinů separovaných na gelu. Přístroj je realizován jako soustava anody (spodní díl) a katody (horní díl). Záporně nabité proteiny (obalené SDS) jsou elektrickým proudem přeneseny z gelu směrem dolů, tj. na povrch membrány.

### Blokování
Povrch membrány je nutné tzv. zablokovat, neboť povrch membrány váže proteiny – jak antigen, tak následně přidané protilátky. Blokování těchto nespecifických míst se nejčastěji provádí umístěním membrány do zředěného roztoku nějakého levného proteinu, např. 3% až 5% BSA či netučného suchého mléka v TBS, s přídavkem slabého detergentu, jako je Tween 20 (0,05%). Proteiny BSA či mléčného kaseinu z roztoku se naváží na všechna místa, kam se dosud nenavázaly proteiny při přenosu. Po přidání protilátky se už molekuly imunoglobulinů nemohou nespecificky navázat na prázdný povrch membrány, ale musí specificky „hledat“ svůj epitop na přeblotovaných antigenech. Blokování výrazně snižuje šum pozadí a odstraňuje falešné pozitivity.

### Detekce
Ke zviditelnění daného proteinu je nutné použít specifické protilátky tohoto proteinu. Existují dva základní principy detekce: dvoukrokový (kombinace primární protilátky a sekundární protilátky konjugované s reportérovým enzymem) a jednokrokový (s reportérovým enzymem je konjugována přímo primární protilátka).
- Dvoukroková detekce:

Po blokování je membrána přenesena do zředěného roztoku primární protilátky (o typické koncentraci 0,5–5 μg/ml) v pufrovaném roztoku (např. TBS či PBS) BSA či mléčného kaseinu. Inkubace s primární protilátkou probíhá za mírného míchání po dobu od jedné hodiny až přes noc, a to za laboratorní teploty či při 4 °C.
Po opláchnutí membrány pufrovaným roztokem detergentu (např. PBS+ 0,05% Tween 20) je membrána přenesena do roztoku sekundární protilátky – komerčně dodávané protilátky proti celé škále primárních protilátek, nejčastěji jsou to sekundární protilátky proti myším proteinům či králičím proteinům (což jsou skoro vždy primární protilátky). Tyto sekundární protilátky vázající primární protilátky jsou konjugovány s nějakým reportérovým enzymem umožňujícím vizualizaci, např. křenovou peroxidasou (HRP, z angl. horseradish peroxidase) či alkalickou fosfatázou (AP, z angl. alcaline phosphatase).
- Jednokroková detekce:

Při jednokrokové detekci je reportérovým enzymem značena přímo primární protilátka – většinou se tedy jedná o komerčně dodávané primární protilátky proti často používaným proteinům či tagům, např. proti proteinu GFP či FLAG-tagu, hemaglutininovému (HA) tagu, His-tagu apod.

### Vyvolání
- kolorimetrický způsob: využívá reakce reportérového enzymu (např. peroxidázy) s chromogenním substrátem. Enzym přeměňuje rozpustný (a bezbarvý) substrát na nerozpustný a barevný (např. modrý) produkt. Množství proteinu je poté semikvantitativně stanoveno densitometrií („jak moc barevná je daná skvrna“).

- chemiluminiscenční způsob: reportérový enzym (peroxidáza) přeměňuje chemilumiscenční substrát na nestabilní produkt, který se stabilizuje vyzářením kvanta světla. Množství světla je poté úměrné množství peroxidázy, které je přímo úměrné množství daného proteinu. Uvolňované světlo je pak detekováno buď přiložením světlocitlivého filmu, nebo nověji použitím CCD-kamer. Ke kvantifikaci je opět možné použít densitometrii.

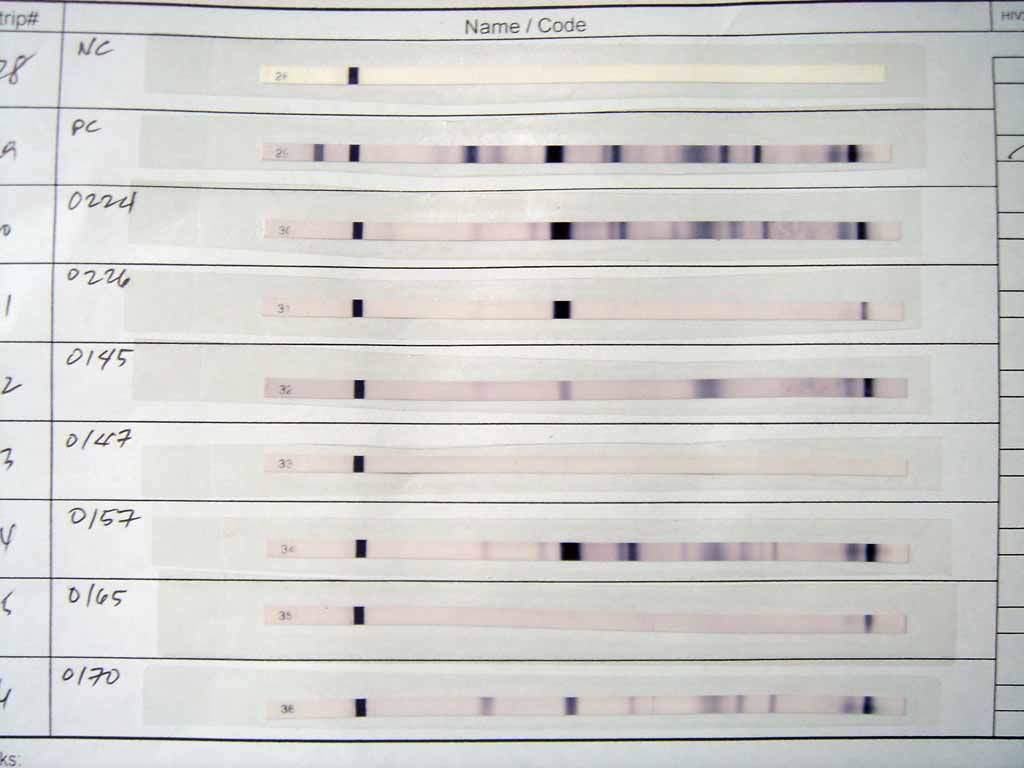
Výsledky western blotu u pacienta testovaného na HIV

## Výhody a nevýhody Western blotu
- výhoda: oproti detekci proteinů barvením gelu stříbrem je možné poměrně jednoduše, rychle a jednoznačně detekovat jeden protein i ve složité směsi proteinů;
- nevýhoda: nutnost mít primární protilátku proti danému proteinu, jinak je Western blot neproveditelný.

## Využití Western blotu
- testy na HIV pozitivitu využívají Western blotu ke zjištění přítomnosti protilátek proti viru HIV v lidském séru (sérum testovaného pacienta je použito jako „primární protilátka“);
- definitivní test na bovinní spongiformní encefalopatii (BSE), tzv. nemoc šílených krav;
- konfirmační test na hepatitidu B;
- konfirmační test na lymskou borreliózu;
- užitečná laboratorní metoda v molekulární biologii, biochemii, imunologii a příbuzných oborech.